# Plaza XV de Novembro

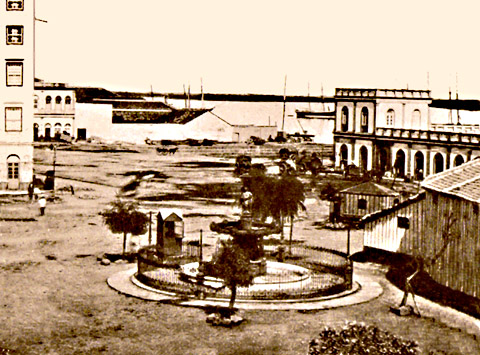
Luigi Terragno: La antigua Plaza del Paraíso en 1877, con la fuente de la Hidráulica Porto-Alegrense y el Mercado Público al fondo a la derecha. También puede apreciarse uno de los lados de la Doca do Carvão.

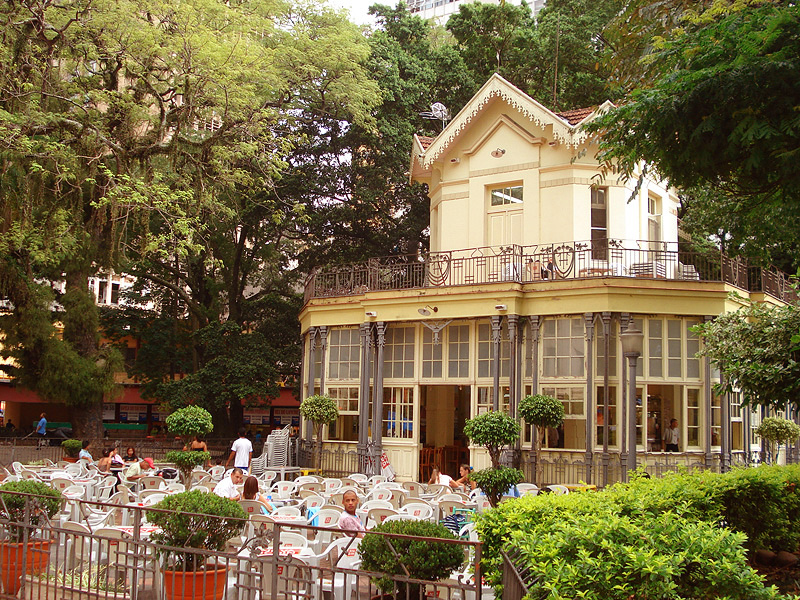
El Chalé da Praça XV

La Plaza 15 de Noviembre (en portugués: Praça XV de Novembro) es una de las más antiguas y tradicionales plazas de la ciudad de Porto Alegre, Brasil. Se ubica en el centro histórico de la ciudad.

## Historia
El primer proyecto de creación de una plaza pública en la zona se produjo a principios del siglo XIX, cuando se delimitó una plaza a orillas del lago Guaíba, llamada informalmente «Praça do Paraíso» (Plaza del Paraíso), que no fue urbanizada, y cuya primera referencia oficial se encuentra en el «Acta del Consejo Municipal» del 6 de abril de 1811. El lugar, que originalmente medía 1199 brazas cuadradas (5 755,2 m²), se convirtió con el tiempo en un punto de comercio ambulante, con verdulerías, puestos de pescado y otros mercados, y hacia 1820 fue designado como uno de los vertederos de la ciudad. 
La plaza fue formalmente ocupada cuando se construyó en ella el primer Mercado Público de Porto Alegre, inaugurado en 1844, pero en aquella época la zona circundante era todavía un barrizal. La pavimentación y otras obras de urbanización sólo comenzarían como resultado de la actividad de este primer mercado, cuyo lado de la antigua Rua de Bragança (actual Marechal Floriano) fue terraplenado en 1843, y los restantes lados en 1844. Sin embargo, esto no mejoró significativamente sus condiciones, ya que en el lugar también había algunos ranchos para que pararan los carros. 
La urbanización definitiva sólo tuvo lugar a partir de 1869, cuando el primer mercado fue demolido y trasladado un poco más allá, dejando su espacio vacante. Al mismo tiempo, su nombre pasó de Praça do Paraíso a Praça Conde D'Eu. En 1870 el concejal José Antônio Rodrigues Ferreira propuso ajardinarla y pavimentarla, e incluso instalar un chalet para la venta de refrescos y un quiosco de música para las actuaciones de la Banda Municipal. Pero este proyecto no se llevó a cabo de inmediato, y la plaza se utilizó como lugar de circo, con el Circo Universal funcionando allí en un cobertizo de madera hasta 1878. 
El 13 de junio de 1879, el ayuntamiento aprobó finalmente un presupuesto para construir un jardín arbolado, rodeado de una verja de hierro y con cuatro puertas. Se formó un comité para organizar la obra, recaudando una suma de cinco contos de réis, y en 1880 se trasladaron los carros a la actual Praça Rui Barbosa y se plantaron los árboles, en 1881 se colocó el pavimento y se aprobó el plano del primer chalet, y en 1882 se instalaron lámparas de gas. La plaza se inauguró definitivamente el 2 de diciembre de ese año. En 1885 se erigió el primer chalet para la venta de helados, y el 11 de diciembre de 1889 se volvió a cambiar su nombre por el que todavía tiene hoy, Praça XV de Novembro.
El antiguo chalé fue sustituido por uno nuevo en 1911, el tradicional Chalé da Praça XV, que aún existe, y la plaza fue reducida de tamaño en 1928 para ampliar las calles laterales. En 1929, se instaló la primera marquesina cubierta para tranvías en el lateral de la calle Dr. José Montaury. Con el cambio en el tráfico de tranvías, y con el fin de servir mejor a la población, el refugio fue ampliado en 1935, y sigue en pie, sirviendo actualmente como una pequeña tienda y snack bar.
Frente a la plaza se encontraba el Edificio Malakoff, el primer rascacielos de Porto Alegre.